# Dukkarwadi, Khanapur
Dukkarwadi là một làng thuộc tehsil Khanapur, huyện Belgaum, bang Karnataka, Ấn Độ.